# Мовчан, Алексей Васильевич
Алексей Васильевич Мовчан (укр. Олексій Васильович Мовчан ; род. 12 февраля 1994, Кременчуг, Полтавская область) — украинский политик. Народный депутат Украины IX созыва.

## Биография
Родился 12 февраля 1994 года в городе Кременчуге, Украина. Образование высшее. Окончил Национальный университет «Киево-Могилянская академия», по специальности «Финансы и кредит». Позже прошёл обучение в Украинском католическом университете, а также в Киевской школе экономики.
До избрания депутатом Верховной Рады Алексей Мовчан с 2017 по 2019 годы работал заместителем главы Prozorro по управлению проектами и программами. Является членом неправительственной организации «Клуб молодых реформаторов», а также основателем общественной организации «Прынцып». Полуфиналист конкурса Open Data Challenge, а также участник программы «Новые лидеры» на канале ICTV.

## Политическая деятельность
Независимый кандидат в народные депутаты (избирательный округ № 150, Полтавская область). На выборах обошёл известного политика Константина Жеваго. После избрания вошёл во фракцию партии «Слуга народа».
Член Комитета Верховной Рады по вопросам экономического развития.
Член партии «Слуга народа».
Мовчан привлек значительное внимание средств массовой информации, когда нанял 24-летнюю танцовщицу Валерию Гриценко в качестве своей ассистентки. После того, как информация о резюме Гриценко была получена украинскими новостными организациями, Гриценко удалила эту информацию, сказав: «Когда я начала работать в организационной сфере и в качестве помощника депутата Киевского областного совета, я уже забыла об этих сайтах и не обращала внимания на то, что мои резюме остались там». Мовчан защищала свою помощницу, отметив, что он знал её по работе в Кременчуге.